# Tiras
Tiras foi, de acordo com Gênesis 10:2 e 1 Crônicas 1:5, o último filho de Jafé, portanto, neto de Noé. Segundo o Livro dos Jubileus, a herança de Tiras é composta de quatro grandes ilhas no oceano. Alguns estudiosos religiosos, os sem método crítico e sem rigor e acientíficos, têm especulado que seus descendentes estiveram entre os componentes dos Povos do Mar, conhecido pelos egípcios como Tursha e pelos gregos como Tyrsenoi.